# 11 Sagittarii
11 Sagittarii è una stella binaria, la cui componente principale è una stella gigante arancione. Il sistema binario presenta una magnitudine apparente complessiva di 4,96 e una assoluta di 0,49, ed è situata nella costellazione del Sagittario, a una distanza di circa 255 anni luce dal sistema solare.

## Osservazione
Si tratta di una stella doppia situata nell'emisfero celeste australe, ma di bassa declinazione: ciò comporta che possa essere osservata da tutte le regioni abitate della Terra senza alcuna difficoltà e che sia invisibile soltanto a alte latitudini. Nell'emisfero sud invece appare circumpolare solo nell'continente antartico. La sua magnitudine pari a 4,96 la pone al limite della visibilità ad occhio nudo, pertanto può essere osservata senza l'ausilio di strumenti sotto un cielo limpido e possibilmente senza Luna. È difficilmente risolvibile se non con l'ausilio di strumenti mediamente potenti.
Il periodo migliore per la sua osservazione nel cielo serale ricade nei mesi estivi dell'emisfero boreale.

## Caratteristiche fisiche
La stella è una gigante arancione di tipo spettrale K0III e come altre stelle del suo tipo ha terminato l'idrogeno nel suo nucleo da trasformare in elio e si è trasformata in gigante, aumentando il proprio raggio a 13 volte quello solare, per poi innescare la reazione di fusione dell'elio in carbonio e ossigeno nell'ultima fase della propria esistenza, che si concluderà trasformandosi in una piccola e densa nana bianca.
Ha una magnitudine assoluta di 0,49 e la sua velocità radiale positiva indica che la stella si sta allontanando dal sistema solare.

## Occultazioni
Per la sua posizione prossima all'eclittica è talvolta soggetta ad occultazioni da parte della Luna e, più raramente, dei pianeti, generalmente quelli interni.
L'ultima occultazione planetaria, da parte di Mercurio, avvenne il 10 gennaio 2012, mentre l'ultima occultazione lunare avvenne il 20 maggio 2011.